# 에밀리 프록터
에밀리 프록터(Emily Procter, 1968년 10월 8일 ~ )는 미국의 배우다.

## 출연 작품

### TV시리즈
- 웨스트 윙(West Wing)
- 프렌즈(Friends)
- 저스트 슛 미(Just Shoot me)
- 브레스트 맨(Breast Man)
- CSI 마이애미

### 영화
- 라스 베이거스를 떠나며(Leaving Las Vegas)
- 제리 맥과이어(Jerry Maguire)